# Chiesa di San Pietro in Cappella
La ex chiesa di San Pietro in Cappella si trovava a Pistoia, nella piazzetta di Sant'Atto.

## Storia e descrizione
La chiesa è di origine carolingia, segnalata nel 781, quando il toponimo si chiamava "Croci". Inizialmente era intitolata alla Madonna e a san Pietro, poi prese il nome di "in Cappella" per distinguerla dalle chiese di San Pier Maggiore e di San Pietro in Strada, riferendosi alla vicina cappella di San Zeno nella cattedrale. Dal 1615 fu usata dalla congregazione di sant'Atto. Fu inglobata nel 1710 nel seminario, poi divenuto palazzo Vivarelli Colonna e oggi sede della Prefettura: resti dell'antica muratura romanica della chiesa sono ancora oggi visibili nel cortile del palazzo. La parrocchia venne soppressa solo nel 1778.